# Out-of-box experience
Out-of-box experience (OOBE), em português experiência fora da caixa, é a experiência que um consumidor (ou usuário) tem quando se prepara para utilizar pela primeira vez um novo produto. Em relação à computação, isto inclui o processo de configuração da instalação e/ou a realização de configuração inicial de um pedaço de hardware ou software em um computador. Isto geralmente segue a experiência do ponto de venda ou a experiência de interação de um usuário experiente.

## Visão geral
A OOBE é normalmente a primeira impressão que um produto cria, como a facilidade com a qual um comprador pode começar a usar o produto. Para produtos de hardware, uma OOBE positiva pode ser criada com instruções lógicas fáceis de seguir e boa qualidade de fabricação.
Para software, isto geralmente significa facilidade de instalação e telas de assistentes de "Boas vindas" ou de "Configuração Inicial" que simplificam a configuração elaborada. A OOBE também pode incluir a falta completa de tais assistentes
O processo de instalação do Microsoft Windows é um exemplo comum de OOB. Enquanto a instalação é amplamente automática, o usuário deve proceder por meio de várias telas para conhecer termos de licença de software, especificar configurações de partições para o disco rígido, entrar com a "chave de produto", selecionar configurações internacionais, um fuso horário e também configurar a rede. Após a instalação estar completa, o Microsoft Windows executa a aplicação de "out-of-box experience" que apresenta um assistente em tela cheia para auxiliar o usuário com os primeiros passos críticos de uso do Windows, como a criação de uma conta de usuário, registro do software com a Microsoft (opcional), configuração de conectividade com a Internet e ativação do produto. Apesar desta aplicação da Microsoft ser nomeada após a OOBE, a OOBE real inicia quando o usuário liga pela primeira vez um computador novo e foi levado por meio da configuração inicial.

## Experiências negativas
Para OOBE pobres, o termo específico out-of-box failer (OOBF ou OBF) foi cunhado para descrever falhas imediatas de produtos.